# Университетский колледж Севера

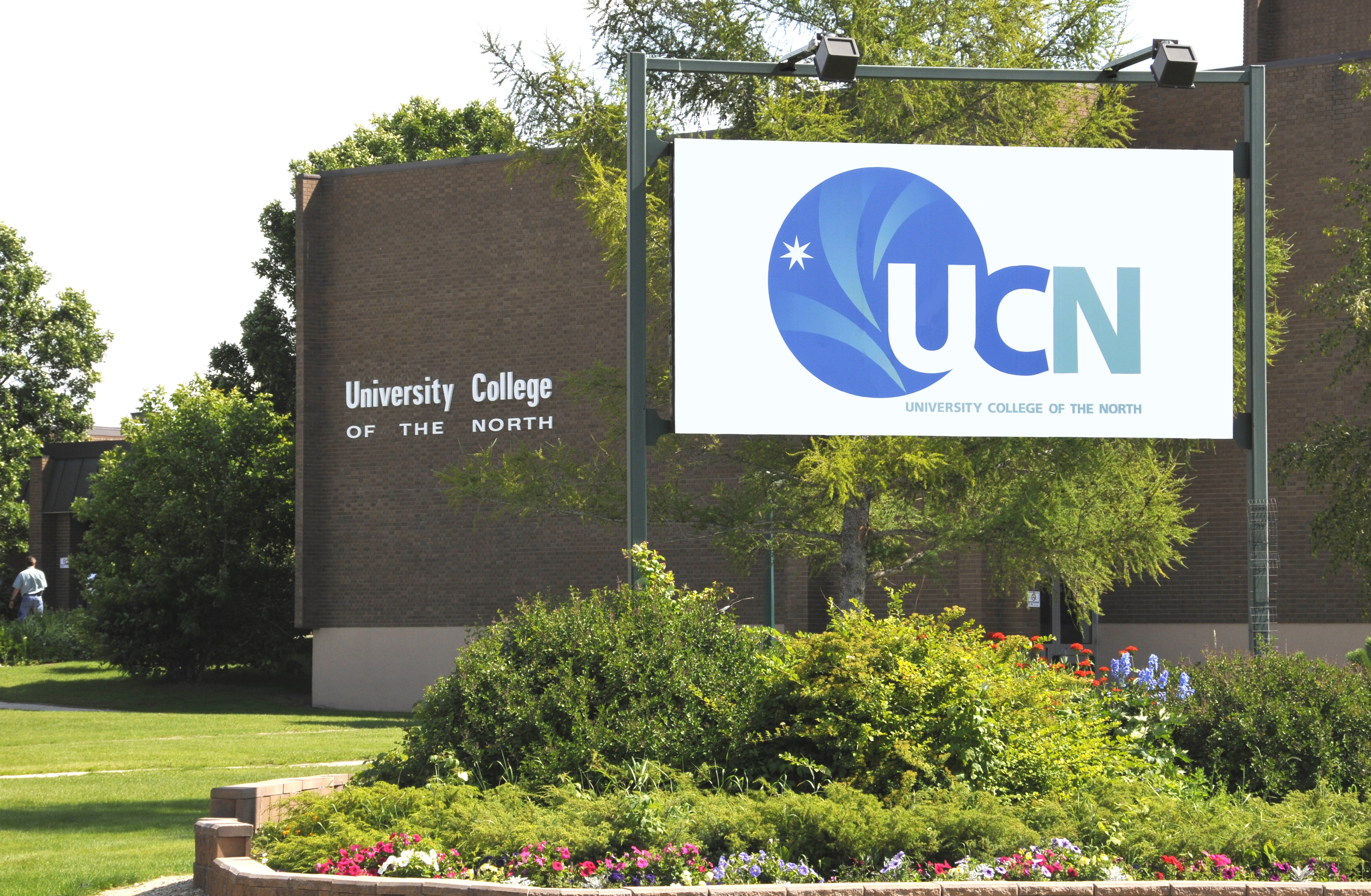
Главный кампус Университетского колледжа Севера в штате Пенсильвания, Манитоб

Университетский колледж Севера (UCN) — бывший муниципальный колледж Киватина — является высшим учебным заведением, расположенным в Северной Манитобе, Канада. Ежегодно в колледже обучается около 2400 студентов, штат сотрудников составляет около 400 человек.
Два основных кампуса UCN расположены в Де-Па и Томпсоне, Манитоба.

## История
Центр профессиональной подготовки Северной Манитобы, позже названный Общественным колледжем Киватина, был основан в Де-Па, Манитоба, в 1966 году. В начале 1980-х открылся кампус в Томпсоне.
1 июля 2004 года Законодательным собранием Манитобы в качестве преемника Общественного колледжа Киватина был основан Университетский колледж Севера.

## Расположение
Колледж имеет два основных кампуса: в Де-Па и Томпсоне.
В партнерстве с местными властями народа кри Университетский колледж Севера спонсирует публичные библиотеки в Пукатавагане, «Норвежском доме» и Чемававине.

## Программы подготовки
В колледже предлагается более 40 программ обучения разного уровня. Подготовку ведут факультеты искусств и наук, торговли и технологий, здравоохранения, педагогический факультет, факультет бизнеса. Также есть возможность обучения без отрыва от производства и контрактного обучения на уровне сообщества и стажировки.

### Академические и социальные стипендии
Правительство Канады поддерживает поиск стипендиальных программ для представителей коренного населения. На сегодняшний день для них предлагается более 680 академических и социальных стипендий и других форм поддержки высшего образования для коренного населения, предлагаемых правительствами, университетами и предприятиями. Стипендии Университетского колледжа Севера для студентов из числа аборигенов, коренных народов и метисов включают: Стипендию инженерных технологий Манитобы со второго по последний год обучения.

## Коренное население
Совет старейшин Университетского колледжа Севера поддерживает распространение традиционных знаний, верований и ценностей. Центры коренного населения есть в обоих основных кампусах колледжа. Центр Мамавечетотан в Де-Па и Центр Ининиви кискинвамаквин в Томпсоне предлагают программы, направленные на развитие межкультурного понимания.